# Lengua de señas salvadoreña
La Lengua de Señas Salvadoreña (LESSA), también conocida como Lengua de Señas Salvadoreñas o Lenguaje de Señas Salvadoreño o (LESA), es la principal Lengua de Señas utilizada por la comunidad Sorda de El Salvador. Cuenta con reconocimiento oficial desde 2005 y diversas asociaciones salvadoreñas promueven su uso, entre ellas: la Asociación Salvadoreña de Sordos, Asociación pro Desarrollo Integral de la Comunidad Sorda Salvadoreña (ASDICSSA) y Fundación Pro Educación de El Salvador (FUNPRES).
Algunos signantes de la LESSA utilizan otras lenguas, entre ellas la lengua de signos americana (LSA), la lengua de señas costarricense y el español. Esta situación de contacto lingüístico ha resultado en algunas influencias que la lengua exhibe hoy en día. Por ejemplo, el alfabeto manual de la LESSA parece tener como fuente el alfabeto manual de la LSA. Similarmente, en LESSA y otras lenguas de signos centroamericanas (exceptuando Nicaragua), algunos sustantivos que refieren a personas se auxilian de una seña manual que se corresponde con las letras "O" o "A" para indicar el género del referente, una característica aparentemente influida por el español.